# Сінеш – Сетубал – Лейрія
Сінеш – Сетубал – Лейрія — важливий елемент газотранспортної системи Португалії, що пролягає у напрямку південь-північ уздовж центральної частини атлантичного узбережжя цієї країни.
Реалізація проекту з поставок на Піренейський півострів алжирського природного газу по системі Магриб — Європа дозволила розпочати газифікацію Португалії. Ресурс подали по трубопроводу Кампо-Майор – Лейрія до вузлового пункуту у Лейрія, звідки на північ та південь розходились газопроводи Лейрія – Туй та Лейрія – Сетубал. Останній був споруджений в 1997-му, має довжину 174 кілометра та діаметр 700 мм. 
В 2003-му ввели в дію термінал для прийому зрідженого природного газу в Сінеші, від якого до Сетубалу проклали трубопровід довжиною 87 кілометрів з діаметром 800 мм, що створило передумови для реверсування ділянки Лейрія – Сетубал. Примітною спорудою лінії Сінеш – Сетубал став створений методом направленого буріння 4,5-кілометровий тунель під естуарієм річки Садо.[неавторитетне джерело][сторінка?]
Також варто відзначити, що поблизу Лейрії діє єдине в країні підземне сховище газу Карріку.
Подача природного газу дозволила зупинити розташований у Кабо-Руйво завод штучного світильного газу, який до того забезпечував потреби столиці країни Лісабону. Подане по трубопроводу блакитне паливо використовують або використовували ТЕС Каррегаду, ТЕС Рібатежу та ТЕЦ Баррейру, а поблизу Лейрії діє ТЕС Ларес.  